# Weinbau in Kentucky
Weinbau in Kentucky bezeichnet den Weinbau im amerikanischen Bundesstaat Kentucky. Gemäß US-amerikanischem Gesetz ist jeder Bundesstaat und jedes County per definitionem eine geschützte Herkunftsbezeichnung und braucht nicht durch das Bureau of Alcohol, Tobacco, Firearms and Explosives als solche anerkannt zu werden.
Mit den Anpflanzungen der Kentucky Vineyard Society im Jahr 1799 begann in den Vereinigten Staaten der gewerbliche Weinbau in großem Stil. Das milde Klima, speziell im Tal des Ohio River, machte Kentucky zu einem Gebiet erster Wahl für den Weinbau. Aufgrund der frühen Besiedlung und einer Weinbaugeschichte seit dem Jahr 1792 lag Kentucky noch Mitte des 19. Jahrhunderts auf Rang 3 der wichtigsten Anbaugebiete der Vereinigten Staaten. Wie fast überall kam der Weinbau spätestens durch die Alkoholprohibition fast vollständig zum Erliegen. 

## Rebsorten
Zurzeit gibt es eine definierte American Viticultural Area (kurz AVA), die Ohio River Valley AVA. Etwa 25 Weingüter betreiben einen gewerblichen Weinbau. Bei Neuanpflanzungen werden derzeit (Stand 2007) die internationale, Rebsorten Cabernet Sauvignon, Chardonnay und Cabernet Franc bevorzugt gesetzt.